# The Boy (film fra 2016)
The Boy (tidligere kendt som The Inhabitant) er en amerikansk-canadisk psykologisk horror film fra 2016. Filmen er instrueret af William Brent Bell og skrevet af Stacey Menear.

## Medvirkende
- Lauren Cohan som Greta Evans
- Rupert Evans som Malcolm
- James Russell som James
- Jim Norton som Hr. Heelshire
- Diana Hardcastle som Fru Heelshire
- Ben Robson som Cole
- Lily Pater som Emily Cribbs
- Stephanie Lemelin som Sandy
- Jett Klyne som Brahms
- Matthew Walker som Taxichauffør